# Henri Cartier-Bresson
Henri Cartier-Bresson (født 22. august 1908 i Chanteloup-en-Brie, departement Seine-et-Marne, Frankrig; død 3. august 2004 i Montjustin, Provence) var en fransk fotograf.